# Phalonidia affinitana
Phalonidia affinitana es una especie de polilla del género Phalonidia, categorizada en la tribu Cochylini, de la subfamilia Tortricinae.
Fue descrita por Douglas en 1846 y publicada en (Cochylis), Zoologist 4: 1269. Se distribuye por Europa: Reino Unido, Italia, República Checa, Ucrania, Austria, Francia y Hungría.